# Novelle licenziose di vergini vogliose
Novelle licenziose di vergini vogliose è un film del 1973 diretto da Aristide Massaccesi ovvero "Joe D'Amato", sotto lo pseudonimo di Michael Wotruba.
Il titolo di lavorazione del film era Le mille e una notte di Boccaccio a Canterbury.

## Trama
Giovanni Boccaccio sogna di essere condotto nell'inferno, precisamente nel reparto degli "zozzoni"; intanto apprende le storie di alcuni dannati. Due donne e due uomini, senza saperlo, si accordano per uno scambio e si ritrovano così l'uno col proprio coniuge piuttosto che con quello dell'altro; un frate approfitta di una giovane donna il cui marito è insaziabile; un mercante affida il controllo della casa a un suo nipote assieme alla moglie, che lo istruisce nell'arte del sesso; un uomo ha una relazione omosessuale con un suo lavorante: la moglie minaccia di dirlo a tutti se questi non la soddisferà nel letto; un marito affida moglie e figlia ad un maestro di musica, ritenendolo invertito e inoffensivo. Proseguendo nel suo cammino, Boccaccio incontrerà anche Nerone e la maestosa figura di Dante Alighieri.